# René Jørgensen
René Jørgensen (Herning, 26 juli 1975) is een Deens voormalig wielrenner.
In 2005 klaagde Jørgensen zijn oude ploeg Barloworld aan vanwege contractbreuk. De ploeg had een nieuwe eigenaar en die respecteerde het contract dat de Deen eerder had getekend met de oude eigenaar niet. Een week later werd bekend dat Jørgensen naar de Deense ploeg Designa Køkken ging.

## Belangrijkste overwinningen
2007
- Deens kampioen ploegentijdrit, Elite (met Jens-Erik Madsen en Michael Tronborg Kristensen)

2009
- GP Herning

## Grote rondes
| Jaar | Ronde van Italië | Ronde van Frankrijk | Ronde van Spanje |
| ---- | ---------------- | ------------------- | ---------------- |
| 1998 |                  |                     |                  |
| 1999 |                  |                     |                  |
| 2000 |                  |                     |                  |
| 2001 |                  |                     |                  |
| 2002 |                  |                     |                  |
| 2003 | 92e              |                     |                  |
| 2004 |                  |                     |                  |
| 2005 |                  |                     |                  |
| 2006 |                  |                     |                  |
| 2007 |                  |                     |                  |
| 2008 |                  |                     |                  |
| 2009 |                  |                     |                  |
| 2010 |                  |                     |                  |
| 2011 |                  |                     |                  |
| 2012 |                  |                     |                  |